# Amphicutis
Amphicutis is een geslacht van slangsterren uit de familie Amphilepididae.

## Soorten
- Amphicutis stygobita Pomory, Carpenter & Winter, 2011